# المنطقة الاقتصادية الخالصة لليونان
المنطقة الاقتصادية الخالصة لليونان طالبت اليونان بمنطقة اقتصادية خالصة وفقًا اتفاقية الأمم المتحدة لقانون البحار 1982، مساحة اجمالية تقدر بـ 505,572 كيلومتر مربع (195,202 ميل2).

## الجغرافيا

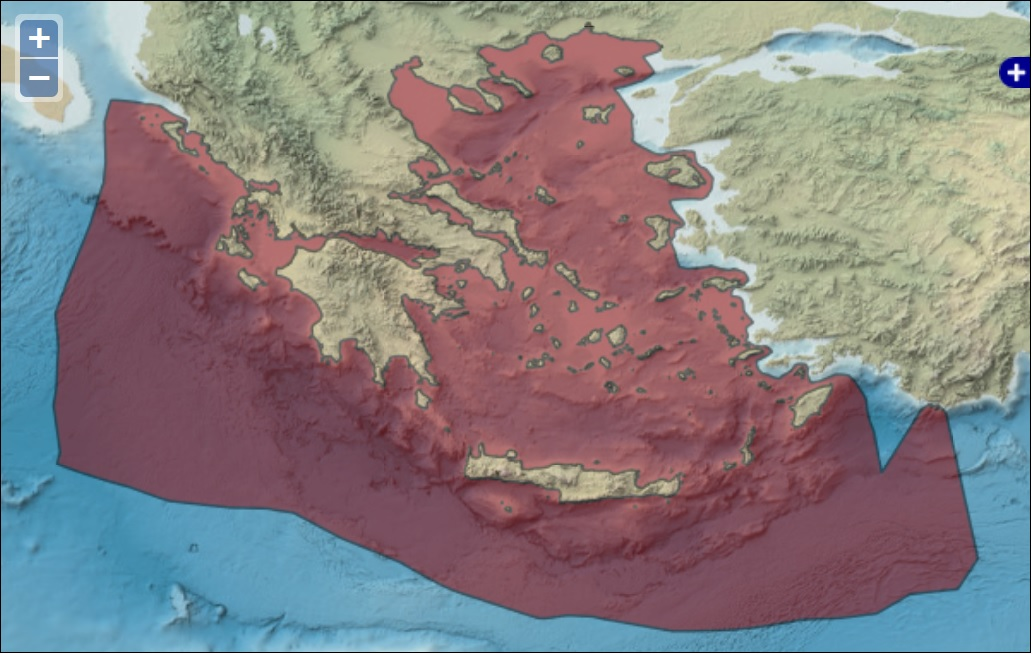
المنطقة الاقتصادية الخالصة لليونان

تُشكل اليونان الجزء الجنوبي من شبه جزيرة البلقان في البحر الأبيض المتوسط، تضم العديد من الجزر الصغيرة التي تتراوح ما بين 1200 و 6000 في بحر إيجة والبحر الأيوني، أكبر الجزر هي جزيرة كريت، وابية، لسبوس، رودس، و جزيرة خيوس، يحدها من الشمال ألبانيا ومن الشرق تركيا وقبرص ومن الجنوب مصر وليبيا ومن الغرب إيطاليا.

## النزاعات

### تركيا
لا تعترف تركيا بالجرف القاري والمنطقة الاقتصادية الخالصة حول الجزر اليونانية.

## ترسيم الحدود
في 08 يونيو 2020، وقعت اليونان اتفاقية مع إيطاليا لإنشاء منطقة اقتصادية خالصة بين البلدين وحل المشكلات القائمة منذ فترة طويلة بشأن حقوق الصيد في البحر الأيوني، في 06 أغسطس 2020، وقعت اليونان اتفاقية مع مصر تحدد المنطقة الاقتصادية الخالصة في شرق البحر المتوسط بين البلدين.